# The Rise and Fall of Ziggy Stardust and the Spiders from Mars
The Rise and Fall of Ziggy Stardust and the Spiders from Mars (en español, El ascenso y la caída de Ziggy Stardust y las Arañas de Marte) o también conocido simplemente como Ziggy Stardust, es el título del quinto álbum de estudio y el primer álbum conceptual de David Bowie, publicado en 1972. Fue el disco con el que el artista consiguió llegar a las grandes audiencias y está considerado uno de los mejores álbumes de su carrera y el más representativo del glam rock. Se convirtió en el primer álbum de un solista en la historia en pasar 100 o más semanas en las listas de éxitos de Reino Unido, logrando esta hazaña el 14 de julio de 1974, lo que es una muestra de su increíble impacto. También ha sido incluido en la mayoría de las listas de los mejores discos de la historia del rock que elabora la prensa especializada y ha influido a numerosos grupos y artistas desde que se publicó.

## Ziggy Stardust
El álbum narra la historia de Ziggy Stardust, un extraterrestre bisexual de imagen andrógina que se convierte en estrella del rock con el que Bowie quiso combinar la ciencia ficción y el teatro japonés kabuki. Este personaje fue el primer alter ego que adoptó Bowie en su carrera, al que posteriormente seguirían otros como Aladdin Sane o el Duque Blanco. El disco comienza con Ziggy revelando a los habitantes de la Tierra que solo quedan cinco años para que su planeta desaparezca, tras lo que decide convertirse en un «mesías rock» para salvarlo de la destrucción. Finalmente termina por abandonar sus objetivos y siendo víctima de su propio éxito.
El propósito de Bowie al concebir el personaje fue adaptar el concepto de los musicales de Broadway al rock, creando una estrella prefabricada que aunara elementos de ambos géneros. Para dotar de una mayor teatralidad a su puesta en escena, utilizó las técnicas que aprendió durante su etapa como actor en la compañía teatral del performer y mimo Lindsay Kemp, quien también fue el responsable de la coreografía de Ziggy y el grupo durante sus conciertos.

Para crear el personaje, Bowie se inspiró en el excéntrico cantante británico de rock'n'roll Vince Taylor, a quien conoció personalmente a mediados de los años 1960. El estilo de Taylor estaba fuertemente influido por Elvis Presley y en 1959 logró un notable éxito con el sencillo "Brand New Cadillac", que años más tarde versionarían The Clash en su álbum London Calling. En sus conciertos, Taylor salía a escena enfundado en cuero negro, maquillado y moviéndose espasmódicamente. En la época en la que conoció a Bowie, deteriorado por su adicción a las drogas y el alcohol, creía conocer los lugares exactos del mundo en los que supuestamente aterrizarían ovnis y proclamaba en sus conciertos que era la reencarnación de Jesucristo.
Sobre el motivo por el que Bowie escogió el nombre de Ziggy para su personaje hay varias teorías. El propio artista afirmó en su momento que el nombre estuvo inspirado en una sastrería de Londres llamada de esta forma, aunque más tarde declararía a Rolling Stone que lo eligió por ser el único nombre de pila que comenzaba con la letra Z. Otras fuentes han señalado la similitud del nombre y los de Iggy Pop y la modelo Twiggy, ambos amigos suyos y por quienes siempre ha sentido una admiración declarada. También se ha apuntado como origen del nombre su amistad con Marc Bolan durante los últimos años 60, quien había planeado adoptar el sobrenombre de Zinc Alloy ante un hipotético fracaso de T. Rex. En este caso, Ziggy sería una combinación entre la Z de Zinc e Iggy.
El origen del apellido Stardust está más claro, ya que Bowie ha comentado en varias ocasiones que lo tomó en honor a Norman Carl Odmon, un cantante country que en sus conciertos se presentaba como The Legendary Stardust Cowboy.
Para crear la andrógina imagen de Ziggy Stardust, Bowie se inspiró en el maquillaje y la puesta en escena del kabuki, contando para ello con el diseñador de moda Kansai Yamamoto, quien fue el encargado de crear toda la ropa que luciría Ziggy en sus conciertos. También el característico peinado del personaje lo inspiró Yamamoto, ya que Bowie decidió cortarse el pelo de esta forma tras ver unas fotografías en la revista Harper's Bazaar en las que el diseñador japonés usó pelucas que imitaban la melena de los leones al estilo kabuki para sus modelos.
Además de otros grupos de glam rock anteriores que lucían una imagen ambigua como T. Rex o New York Dolls, otras influencias en la estética de Ziggy Stardust fueron la por entonces reciente película La naranja mecánica y la imagen de las drag queens que frecuentaban la Factory de Andy Warhol, círculo en el que Lou Reed introdujo a Bowie poco antes de la gestación del álbum.

## The Spiders from Mars
The Spiders from Mars fue la banda que acompañó a David Bowie/Ziggy Stardust desde 1970 hasta mediados de 1973 y estuvo compuesta por Mick Ronson (guitarra, piano y coros), Trevor Bolder (bajo) y Mick Woodmansey (batería). Los sobrenombres que daría Bowie a estos dos últimos en la canción Ziggy Stardust serían los de Weird y Gilly respectivamente. Los tres eran originarios de Hull y habían participado juntos en varios grupos antes de ser los Spiders from Mars.
De los tres miembros fue Ronson quien acaparó mayor atención y fue una pieza clave en el sonido del disco debido a su técnica con la guitarra eléctrica, por la que es considerado uno de los mejores guitarristas de la historia del rock. En 1994 Bowie se referiría a Ronson como «el contrapunto perfecto para el personaje de Ziggy, un norteño rudo con una actitud insolentemente masculina». Respecto a la relación entre ambos como dúo de rock, la definiría como «un yin y yang a la antigua usanza, con todo lo mejor de Mick Jagger y Keith Richards o de Axl Rose y Slash, la personificación de ese tipo de dualidad en el rock'n'roll».
El grupo se disolvió durante la gira de 1973 después de grabar su siguiente álbum Aladdin Sane, terminando así su colaboración con Bowie e iniciando Mick Ronson su carrera en solitario. Por su parte Bolder y Woodmansey comenzaron a trabajar como músicos de sesión con otros grupos y en 1976 grabaron un disco como The Spiders from Mars que no obtuvo una excesiva repercusión.

## Álbum
El álbum se grabó en los estudios Trident de Londres entre el 9 de septiembre de 1971 y el 18 de enero de 1972 y fue producido por Ken Scott y el propio David Bowie. Su título se inspiró en una canción de 1967 perteneciente al repertorio de The Rats, uno de los primeros grupos de los miembros de The Spiders from Mars y cuyo título era The Rise and Fall of Bernie Gripplestone. Este tema fue escrito por el batería de la banda, John Cambridge, que posteriormente se integraría en el grupo de Bowie hasta que en 1970 fue sustituido por Woody Woodmansey.
Musicalmente, el disco marcó una diferencia con el rock que predominaba a finales de los 60 y principios de los 70 basado en canciones con desarrollos largos y solos de guitarra, recibiendo en cambio influencias de otros grupos que Bowie admiraba como T. Rex, The Stooges y The Velvet Underground. El sonido de la guitarra de Mick Ronson evocaba a los guitar heroes de la época, pero añadiendo más dinamismo, mientras que en la parte vocal, Bowie enfatizó el dramatismo tomando como referencia las canciones de Jacques Brel.

### Lado A
Las canciones del primer lado del disco son en su mayor parte medios tiempos y en ellas no se mencionan los nombres de Ziggy Stardust ni de su banda, lo que hace que estos primeros temas puedan verse indistintamente como la primera parte de la historia de Ziggy o como entidades propias.
- «Five Years» (4:42): La primera canción anuncia que la Tierra está condenada a la destrucción en cinco años debido al agotamiento de los recursos naturales y Ziggy decide cantar sobre ello para concienciar al mundo.
- «Soul Love» (3:34): Hace referencia a varios tipos de amor: el amor hacia las personas queridas que han muerto (stone love), el romántico (new love) y el religioso (soul love).
- «Moonage Daydream» (4:39): Ziggy se presenta como el invasor del espacio que quiere salvar al mundo transformándose en una «rock'n'roll bitch».
- «Starman» (4:13): Fue el primer sencillo del álbum y una de las canciones más conocidas de Bowie. En ella se narra cómo un extraterrestre contacta con los jóvenes por la radio para prometerles la salvación a pesar de que el mundo no está preparado para su mensaje. Según Bowie, es una canción repleta de mentiras que Ziggy escribió para que los habitantes de la Tierra le siguieran.
- «It Ain't Easy» (2:57): Es la única canción del disco no compuesta por Bowie, ya que se trata de una versión de una composición del músico estadounidense de blues Ron Davies que pone de manifiesto las dificultades que hay en el camino hacia el estrellato.[11]

### Lado B
En el lado B del álbum predominan las canciones de glam rock arquetípico basadas en guitarras eléctricas enérgicas, y a diferencia de las del lado A aluden directamente a Ziggy y los Spiders from Mars.
- «Lady Stardust» (3:19): Balada con el piano como instrumento protagonista en la que Ziggy comienza a travestirse en el escenario provocando la admiración del público.
- «Star» (2:47): Bowie escribe sobre el deseo de Ziggy de ser una estrella del rock'n'roll.
- «Hang On to Yourself» (2:38): Ziggy y los Spiders from Mars están en la cumbre del éxito y tienen a sus pies a muchos admiradores que buscan relaciones sexuales con ellos. El riff de la canción está inspirado en los del músico rockabilly Eddie Cochran.
- «Ziggy Stardust» (3:13): Es la canción que cuenta la historia principal de Ziggy y, junto a «Starman» la más conocida del disco. En ella, Ziggy comienza su decadencia y decide disolver The Spiders from Mars a causa de su ego. Hay una probable referencia a Jimi Hendrix al referirse a la cualidad de zurdo del guitarrista Ziggy.
- «Suffragette City» (3:24): Después de la ruptura con su grupo, Ziggy deja de lado sus propósitos y su vida anterior y solo se interesa por el sexo y las drogas.
- «Rock 'n' Roll Suicide» (2:58): El disco finaliza con Ziggy tocando fondo y convirtiendo su vida en un rock'n'roll suicida. Los primeros versos de la canción están inspirados en un poema de Manuel Machado, cuyo primer verso es «La vida es un cigarrillo...»[11]

### Arte gráfico
Las fotografías que ilustran el álbum fueron tomadas en enero de 1972 por el fotógrafo Brian Ward durante una noche lluviosa en la calle Heddon de Londres, donde el fotógrafo tenía su estudio. En total se tomaron 17 fotografías en blanco y negro, de las que se eligieron dos como portada y contraportada respectivamente tras ser coloreadas a mano.
La portada del disco muestra a David Bowie/Ziggy Stardust vestido con un mono azul junto al portal del número 23 de dicha calle. En su mano derecha porta una guitarra eléctrica mientras apoya su pie izquierdo sobre un cubo de basura. Otros detalles característicos de la portada son la farola de gas que dota a la imagen de una luz tenue y borrosa, y un cartel sobre la cabeza de Bowie con la leyenda K. West, que en el año 1980 sería robado por un seguidor del artista y que pertenecía a un establecimiento de peletería aun activo en la actualidad.
La contraportada muestra a Bowie dentro de una cabina telefónica también situada en la calle Heddon, junto al listado de canciones y a una recomendación concluyente respecto al disco: To be played at maximum volume. El libreto interior contiene otras cuatro fotografías más en blanco y negro de Bowie, Ronson, Woodmansey y Bolder tomadas en el estudio de Brian Ward tras la sesión fotográfica exterior y que imitan intencionadamente la estética de La Naranja Mecánica.

## Influencia en otros artistas
La influencia de The Rise and Fall of Ziggy Stardust and the Spiders from Mars es palpable en muchos artistas posteriores, especialmente a partir del punk y de los géneros que nacieron a partir de él. Algunas de las alusiones a este disco por parte de otros artistas han sido las siguientes:
- En 1974 T. Rex publicaron su disco Zinc Alloy and the Hidden Riders of Tomorrow parodiando el título del álbum de Bowie.[18]

- Glen Matlock, bajista de los Sex Pistols ha afirmado que para componer el riff de su canción «God Save the Queen» tomaron como referencia el de «Hang on to Yourself», mientras Johnny Rotten declaró que su característico peinado tuvo como modelo el de Ziggy Stardust.[19]

- Uno de los sencillos más conocidos del grupo de rock gótico Bauhaus fue una versión de la canción «Ziggy Stardust», a la que la banda británica dio un ritmo más rápido para adaptarlo a su sonido.[20]

- En los años 1990 el sonido del grupo Suede fue frecuentemente comparado con el de este álbum, especialmente la técnica de su guitarrista Bernard Butler, similar a la Mick Ronson.[21]

- En el álbum Mechanical Animals, publicado por Marilyn Manson en 1998, se hacía referencia a un grupo ficticio llamado Omega and the Mechanical Animals inspirado en Ziggy Stardust and the Spiders from Mars.[22]

- En 2002, el año de la celebración del 30 aniversario del disco, Pulp homenajearon humorísticamente su portada en el sencillo Bad Cover Version.[23]

- El cantante Saúl Williams ha publicado en 2007 un álbum producido por el líder de Nine Inch Nails, Trent Reznor, titulado The Inevitable Rise and Liberation of Niggyy Tardust, en referencia al nombre del disco de Bowie.[24]

## Reediciones

### Canciones extra en la reedición de 1990 de Rykodisc
1. John, I'm Only Dancing (Canción que fue lanzada como sencillo en 1972)
2. Velvet Goldmine (Tema proveniente de las sesiones del álbum Hunky Dory y que se publicó como cara B en un sencillo de 1975)
3. Sweet Head (Canción inédita previamente)
4. Ziggy Stardust (Maqueta de la canción)
5. Lady Stardust (Maqueta de la canción)

### Canciones extra en la reedición de 2002
1. Moonage Daydream (Primera versión)
2. Hang on to Yourself (Primera versión)
3. Lady Stardust (Maqueta de la canción)
4. Ziggy Stardust (Maqueta de la canción)
5. John, I'm Only Dancing
6. Velvet Goldmine
7. Holy Holy (Canción publicada como cara A en un sencillo de 1971)
8. Amsterdam (Versión de una canción de Jacques Brel)
9. The Supermen (Versión grabada en 1971 de una canción aparecida en el álbum The Man Who Sold the World)
10. Around and Around (Canción que fue descartada en la versión definitiva del álbum)
11. Sweet Head
12. Moonage Daydream (nueva mezcla de la canción)

## Posición en las listas de éxitos
| País           | Fecha de publicación     | Puesto | Semanas en lista |
| -------------- | ------------------------ | ------ | ---------------- |
| Reino Unido    | 6 de junio de 1972       | 5      | 106              |
| Finlandia      | 16 de agosto de 1972     | 6      | 37               |
| Australia      | 18 de septiembre de 1972 | 10     | 64               |
| España         | 24 de marzo de 1973      | 2      | 34               |
| Estados Unidos | 1 de septiembre de 1972  | 75     | 72               |
| Reino Unido    | 31 de enero de 1981      | 33     | 62               |
| Reino Unido    | 23 de junio de 1990      | 25     | 4                |
| Estados Unidos | 23 de junio de 1990      | 93     | 9                |

## Posición en las listas elaboradas por la prensa
| Año  | Lista                                        | Puesto | Medio de comunicación                    |
| ---- | -------------------------------------------- | ------ | ---------------------------------------- |
| 1987 | Top 100 Albums of the Last 20 Years          | 6      | Rolling Stone                            |
| 1997 | Music of the Millenium                       | 20     | Channel 4, HMV, The Guardián, Classic FM |
| 1998 | Q Readers All Time Top 100 Albums            | 25     | Q Magazine                               |
| 2000 | All Time Top 100 Albums                      | 34     | Melody Maker                             |
| 2002 | Los 200 mejores discos del siglo XX          | 6      | Rockdelux                                |
| 2003 | 100 Greatest Albums of Rock and Roll         | 54     | VH1                                      |
| 2004 | Los 500 mejores álbumes de todos los tiempos | 35     | Rolling Stone                            |
| 2006 | The All Time 100 Albums                      | -      | Time                                     |
| 2006 | Best Albums of All the Time                  | 18     | New Musical Express                      |